# Ceranisus barsoomensis
Ceranisus barsoomensis är en stekelart som beskrevs av Triapitsyn 2005. Ceranisus barsoomensis ingår i släktet Ceranisus och familjen finglanssteklar. Inga underarter finns listade.